# 阿萬多

阿萬多在畢爾包

阿萬多（Abando）是西班牙城市畢爾包的一個地區，也是畢爾包市最重要的一個地區，位於市中心。畢爾包的長途火車站、市政廳等重要機構均位於這裡，並且還有眾多商業設施。阿萬多地區面積2.14 km2（0.83 sq mi），有人口51,875人。